# Otholobium higuerilla
Otholobium higuerilla là một loài thực vật có hoa trong họ Đậu. Loài này được (Gillies ex Hook.) J.W. Grimes miêu tả khoa học đầu tiên năm 1990.